# Rinegg
Rinegg est une ancienne commune autrichienne du district de Murau en Styrie.